# Libanesischer Frauenfußball-Pokal 2019
Der Libanesischer Frauenfußball-Pokal 2019 war der Vereinspokal der Frauen gewesen. Sie begann nach Ende der Libanesische Frauenfußball-Meisterschaft 2018/19.

## Teilnehmer
| - Kfarchima - Hoops - Jabal Al-Shaykh - Salam Zgharta - Terderba Stars - United Tripoli | - Beirut Football Academy - ÓBerytus - Stars Academy for Sports - Zouk Mosbeh - Sakafi Shhim - al-Akhaa al-Ahli Aley |

## 1. Runde
Die Spiele der 1. Runde fanden im Januar statt.
|                         | Ergebnis        |                |
| ----------------------- | --------------- | -------------- |
| Kfarchima               | 1:0             | Hoops          |
| Jabal Al-Shaykh         | 0:7             | Salam Zgharta  |
| Terderba Stars          | 1:1 (4:2 i. E.) | United Tripoli |
| Beirut Football Academy | 0:5             | ÓBerytus       |

## Viertelfinale
Die Spiele des Viertelfinales fanden im Januar statt.
|                          | Ergebnis |                |
| ------------------------ | -------- | -------------- |
| Stars Academy for Sports | 12:10    | Salam Zgharta  |
| Zouk Mosbeh              | 10:00    | United Tripoli |
| ÓBerytus                 | 8:0      | Sakafi Shhim   |
| al-Akhaa al-Ahli Aley    | 2:0      | Kfarchima      |

## Halbfinale
Die Spiele des Halbfinales fanden im Februar statt.
|                          | Ergebnis |                       |
| ------------------------ | -------- | --------------------- |
| Stars Academy for Sports | 2:0      | al-Akhaa al-Ahli Aley |
| Zouk Mosbeh              | 3:1      | ÓBerytus              |

## Finale
Das Finale fand im Februar statt.
|                          | Ergebnis |             |
| ------------------------ | -------- | ----------- |
| Stars Academy for Sports | n. b.    | Zouk Mosbeh |